# Caranavia cruentata
Caranavia cruentata är en insektsart som beskrevs av Rauno E. Linnavuori 1959. Caranavia cruentata ingår i släktet Caranavia och familjen dvärgstritar. Inga underarter finns listade i Catalogue of Life.